# ファミリー・フォース・ファイブ
ファミリー・フォース・ファイブ (Family Force 5, FF5) とは、アメリカ合衆国ジョージア州,アトランタにて結成されたクランク・ロック、クリスチャン・ロック・バンドである。
オールド兄弟ら3人を中心とする5人編成で、ロックやダンスミュージック、80'sディスコサウンド等を融合させた、「クランク・ロック」と呼ばれる独自のサウンドスタイルを生み出した。アメリカでは若い世代を中心に、非常に高い人気を獲得している。

## 現在のメンバー
- ソロモン・オールズ/Solomon Olds (Soul Glow Activatur)　- ヴォーカル/ギター
- ジャコブ・オールズ/Jacob Olds (Crouton) - ドラム
- ジョシュア・オールズ/Joshua Olds (Phatty) - ベース
- ネイサン・カリーン/Nathen Currin (Nadaddy)　- ショルダーキーボード/ターンテーブル
- デレック・マウント/Derek Mount (Chap Stique) - ギター

## 旧メンバー
- Brad Allen(2004-2005) - 元ギタリスト
- Steve Heimler (初期の頃) - 元ギタリスト

## 略歴
2004年辺りに、オールド兄弟と、その友人らによって結成された。ちなみに、オールド兄弟の父親は、Jerome Oldsという名の有名なミュージシャンである。
その後、瞬く間に「クランク・ロック」と呼ばれる彼ら独自のロック・スタイルに全米から注目が集まり、メジャーレーベルのMaverickの目に止まった。そして直後に、レーベル契約を結ぶことになる。
2006年3月21日には、1stアルバム『Business Up Front/Party in the Back』をリリース。アルバムチャートには入らなかったものの、インディーズチャートにて12位を記録している。
その後、レーベルを老舗クリスチャンレーベルのTooth & Nailへと移り、2ndアルバム『Dance or Die』をリリース。見事アルバムチャートにて初登場30位を記録した。
2011年8月19日、3rdアルバム『III』をリリース。

## ディスコグラフィー

### アルバム
| 発売日        | アルバムのタイトル                  | 販売レーベル | 全米ビルボードアルバムチャート最高位 | セールス |
| 2006年3月21日 | Business Up Front/Party in the Back | Maverick     | -                                    | -        |
| 2008年8月19日 | Dance or Die                        | Tooth & Nail | 30位                                 | -        |
| 2011年8月19日 | III                                 | Tooth & Nail | 61位                                 | -        |

### その他の作品
- Dance or Die With A Vengeance - 2ndアルバムに新曲とリミックスver.を加えた、再リリース盤。
- The Phamily EP (2004)
- Family Force 5 EP (2005)
- Dance or Die EP (2008)
- You Got It